# Concordia Rogätz
Der SV Concordia Rogätz ist ein deutscher Sportverein aus Rogätz im Landkreis Börde. Heimstätte ist der Sportplatz Rogätz, der 1000 Zuschauern Platz bietet. Der Club steht in der Tradition der BSG Traktor Rogätz, neben Fußball werden unter anderen die Sportarten Volleyball und Tischtennis trainiert.

## Sektion Fußball
Concordia Rogätz wurde im Jahr 1908 unter der Bezeichnung SV Concordia Rogätz gegründet. Der Club agierte bis 1945 innerhalb des mitteldeutschen Fußballs stets unterklassig, etwaige Teilnahmen in der Gauliga Mitte sowie an den Endrunden des Verbandes Mitteldeutscher Ballspiel-Vereine bzw. des Arbeiter-Turn- und Sportbundes fanden nicht statt.
1945 wurde der Verein aufgelöst und als SG Rogätz, später auch kurzzeitig als SG Eintracht Rogätz, neu gegründet. In der Folgezeit vollzog die lose Sportgruppe mit dem Einstieg der Sportvereinigung Traktor eine erneute Umbenennung in BSG Traktor Rogätz.
Auf sportlicher Ebene agierte Traktor Rogätz durchweg in unterklassigen Ligen und spielte um den möglichen Aufstieg zur dritt- bzw. viertklassigen Bezirksliga Magdeburg bis 1990 keine Rolle. In der Spielzeit 1952/53 nahm Rogätz einmalig am FDGB-Pokal teil. Nach Qualifikationssiegen über Chemie Schönebeck (5:1) und Einheit Ludwigslust (2:0) qualifizierte sich Traktor Rogätz für die erste Hauptrunde, in der gegen den erstklassigen DDR-Oberligisten Rotation Babelsberg mit 1:7 verloren wurde. Der Wettbewerb wurde wegen des Volksaufstandes vom 17. Juni 1953 jedoch vorzeitig abgebrochen und erst im Jahr 1954 fortgesetzt. In der Folgezeit agierte die BSG durchweg in der Bedeutungslosigkeit des DDR-Fußballs und war ausschließlich im hiesigen Lokalfußball der Magdeburger Börde aktiv.
1990 erfolgte eine Rückbenennung zum historischen Namen Concordia Rogätz. 2015 gelang der Aufstieg in die Kreisoberliga Börde (9. Spielklasse).

## Statistik
- Teilnahme FDGB-Pokal: 1952/54 (1. HR)